# Газораспределительная станция

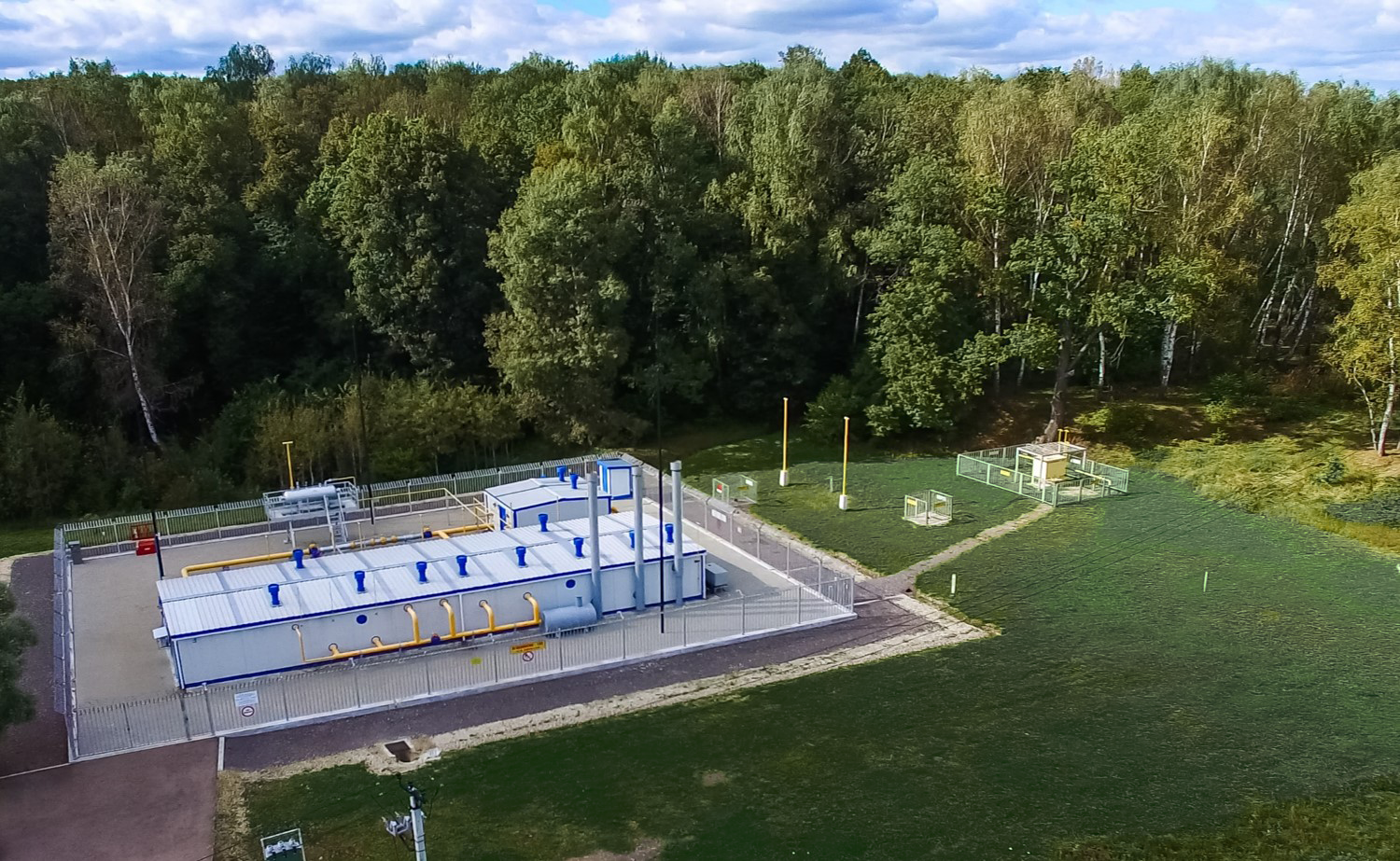
Газораспределительная станция на территории Ступино Квадрат

Газораспределительная станция (ГРС) — комплекс технологического оборудования и устройств, предназначенный для понижения давления газа из магистрального газопровода до уровня, необходимого по условиям его безопасного потребления.

## Типы ГРС
По назначению различают несколько типов ГРС:
- Станции на ответвлении магистрального газопровода (на конечном участке его ответвления к населённому пункту или промышленному объекту) производительностью от 5—10 до 300—500 тыс. м³ в час;
- Промысловая ГРС для подготовки газа (удаление пыли, влаги), добытого на промысле, а также для снабжения газом близлежащего к промыслу населённого пункта;
- Контрольно-распределительные пункты, размещаемые на ответвлениях от магистральных газопроводов к промышленным или сельскохозяйственным объектам, а также для питания кольцевой системы газопроводов вокруг города (производительностью от 2—3 до 10—12 тыс. м³ в час);
- Автоматическая ГРС для снабжения газом небольших населённых пунктов, совхозных и колхозных посёлков на ответвлениях от магистральных газопроводов (производительностью 1—3 тыс. м³ в час):
  - Газорегуляторные пункты (ГРП) (производительностью от 1 до 30 тыс. м³ в час) для снижения давления газа и поддержания его на заданном уровне на городских газовых сетях высокого и среднего давления;
  - Газорегуляторные установки для питания газовых сетей или целиком объектов с расходом газа до 1,5 тыс. м³ в час.

## Схемы работы
ГРС на магистральных газопроводах понижают начальное давление газа (например, 5 МН/м², то есть 5 МПа) по одно-, двух- или трёхступенчатой схеме до 0,1 МН/м² и менее, на автоматических ГРС давление снижается с 5,5 до 3 ·10-2 МН/м²-, на газорегуляторных пунктах высокое давление (1,2 или 0,6 МН/м²) снижается до среднего (0,3 МН/м²) или низкого (300 мм вод. ст.) Технологическая схема АГРС  включает все необходимые узлы и системы, укомплектованные современным оборудованием, в том числе: узел переключений, узел очистки газа и сбора конденсата, подогрева, редуцирования, замера, одоризации, подготовки газа для собственных нужд, подготовки теплоносителя, отопления.

## Измерение параметров газа
Измерение расхода газа на ГРС осуществляется при помощи стандартных сужающих устройств, таких как диафрагма, а также турбинными и ультразвуковыми расходомерами. Количество газа, потреблённого самой ГРС (на собственные нужды - подогрев газа, система отопления ГРС и т.д.) измеряют мембранными и ротационными газосчетчиками. 
Температура газа измеряется показывающими термометрами, а также с помощью электронных датчиков температуры (Термосопротивление, Термопара). Контролируются также качественные показатели газа, такие как компонентный состав, точка росы и другие (измеряются характериографами).

## Измерение давления газа
Давление газа измеряется с помощью манометров, размещённых на входном газопроводе, выходном газопроводе, перед и за фильтром (или будет применён дифференционный манометр), перед газовым счётчиком, на байпасе, за регулятором давления и на линии редуцирования для котельной. Давление газа на входе и выходе регистрируется в регистрационном устройстве. Широко применяются датчики избыточного давления передающие по телеметрии параметры давления.

## Современное состояние
Основная масса ГРС была построена в середине 1970-х годов. В целом, срок эксплуатации российской газотранспортной системы приближается к полувеку: 14% газопроводов отработали более 33 лет и требуют немедленной замены, ещё 20 % приближаются к этому возрасту, 37 % построены 10-20 лет назад и ещё 29 % моложе 10 лет.